# Bastardia
Bastardia é um género botânico pertencente à família Malvaceae.

## Espécies
- Bastardia angulata
- Bastardia aristata
- Bastardia berlandieri
- Bastardia bivalvis